# Jiří Havelka (Politiker)
Jiří Havelka (* 25. Juli 1892 in Orjol, Russland; † 5. Juni 1964 in Hostomice pod Brdy) war tschechischer und tschechoslowakischer Jurist und Politiker. Ende der 1930er Jahre leitete er die Kanzlei des Präsidenten und war Minister ohne Geschäftsbereich. In der Zeit des Protektorats Böhmen und Mähren war er auch Verkehrsminister.

## Leben, politische Karriere
Havelka besuchte ein Gymnasium in Prag und studierte hier Jura. Nach dem Jurastudium arbeitete Havelka im Ministerium für die Eisenbahnen.  Seit 1933 war er im Vorstand des Obersten Verwaltungsgerichts in Prag. Hier lernte er Emil Hácha kennen, der ihn nach seinem Amtsantritt 1938 als Leiter des Präsidialamtes bestimmte.
Havelka bekleidete insgesamt folgende Ministerposten:
- Minister ohne Geschäftsbereich (1.12.1938 – 15.3.1939) in der Regierung Rudolf Beran I
- Minister ohne Geschäftsbereich (16.3.1939 – 27.4.1939) in der Regierung Rudolf Beran II (Protektoratsregierung)
- Verkehrsminister (27.4.1939 – 25.4.1941) in der Regierung Alois Eliáš (Protektoratsregierung)

Vom 27. Januar 1939 bis 3. Februar 1940 war er stellvertretender Ministerpräsident des Protektorats. Als Mitglied beider Protektoratsregierungen vertrat Havelka diese in Verhandlungen mit dem Reichsprotektor K. H. Frank und verhinderte eine Reihe von Gesetzen, die von K. H. Frank vorgeschlagen wurden – darunter Gesetze, welche die Originalität der tschechischen Nation betrafen und – zumindest in der Anfangszeit – ebenfalls einige antijüdische Gesetze. In dieser Zeit hielt Havelka Kontakt zum in- und ausländischen Widerstand. Jiří Havelka geriet wegen seiner Kontakte zum Widerstand zunehmend in die Kritik der Protektoratsbehörden, bis der Reichsprotektor im April 1941 veranlasste, ihn aus der Regierung zu entlassen. Nach Heydrichs Ankunft in Prag wurde Havelka – zusammen mit Alois Eliáš – am 15. November 1941 verhaftet, er verlor sein Amt und wurde bis zum Kriegsende unter Hausarrest gestellt.
Im Januar 1947 wurde er vor einem sogenannten Retributionsgericht wegen Kollaboration angeklagt, wurde jedoch freigesprochen. Dennoch musste er mit seiner Familie Prag verlassen und lebte in Hostomice pod Brdy, wo er auch starb.